# Krasnogvardějskaja (stanice metra v Moskvě)
Krasnogvardějskaja (rusky Красногвардейская) je stanice moskevského metra, do roku 2012 jižní konečná Zamoskvorecké (druhé) linky. Pojmenována je po rudoarmějcích.
Krasnogvardějskaja byla otevřena 7. září 1985; je to jednolodní mělce založená stanice, neboť její nástupiště se nachází 9 m pod povrchem. Nástupiště je ostrovní, osvětlení stanice, která se svým provedením podobá standardnímu ztvárnění stanic washingtonského metra, je zajištěno pomocí lamp, umístěných v ose nástupiště. Obklad stanice tvoří u kolejiště rudý mramor, loď je pak neobložená a tvořena řadami betonových dílců, tvarovaných jako zaduté kesony (celkem 11 řad). Mezi umělecká díla v prostorách stanice patří kamenná mozaika oslavující Rudou armádu a říjnovou revoluci.